# Hopkinsia anoectocolea
Hopkinsia anoectocolea är en gräsväxtart som först beskrevs av Ferdinand von Mueller, och fick sitt nu gällande namn av D.F.Cutler. Hopkinsia anoectocolea ingår i släktet Hopkinsia och familjen Anarthriaceae. Inga underarter finns listade i Catalogue of Life.